# شالون سور سون
شالون سور سون (بالفرنسية: 
Chalon-sur-Saône)‏ هي مدينة وبلدية فرنسية تقع في إقليم سون ولوار في منطقة برغونية فرانش كونتيه. وهي أكبر مدينة في الإقليم، ومع ذلك، فإن عاصمة الأخيرة هي مدينة مشكون.

## جغرافية
يقع فندق تشالون سور سون في جنوب منطقة بورغون فرانش كونتيه في فرنسا. يقع على نهر السون ، وكان في يوم من الأيام ميناء مزدحمًا، حيث كان بمثابة نقطة توزيع للنبيذ المحلي الذي تم إرساله أعلى وأسفل نهر السون وقناة دو سنتر، التي تم افتتاحها في عام 1792.

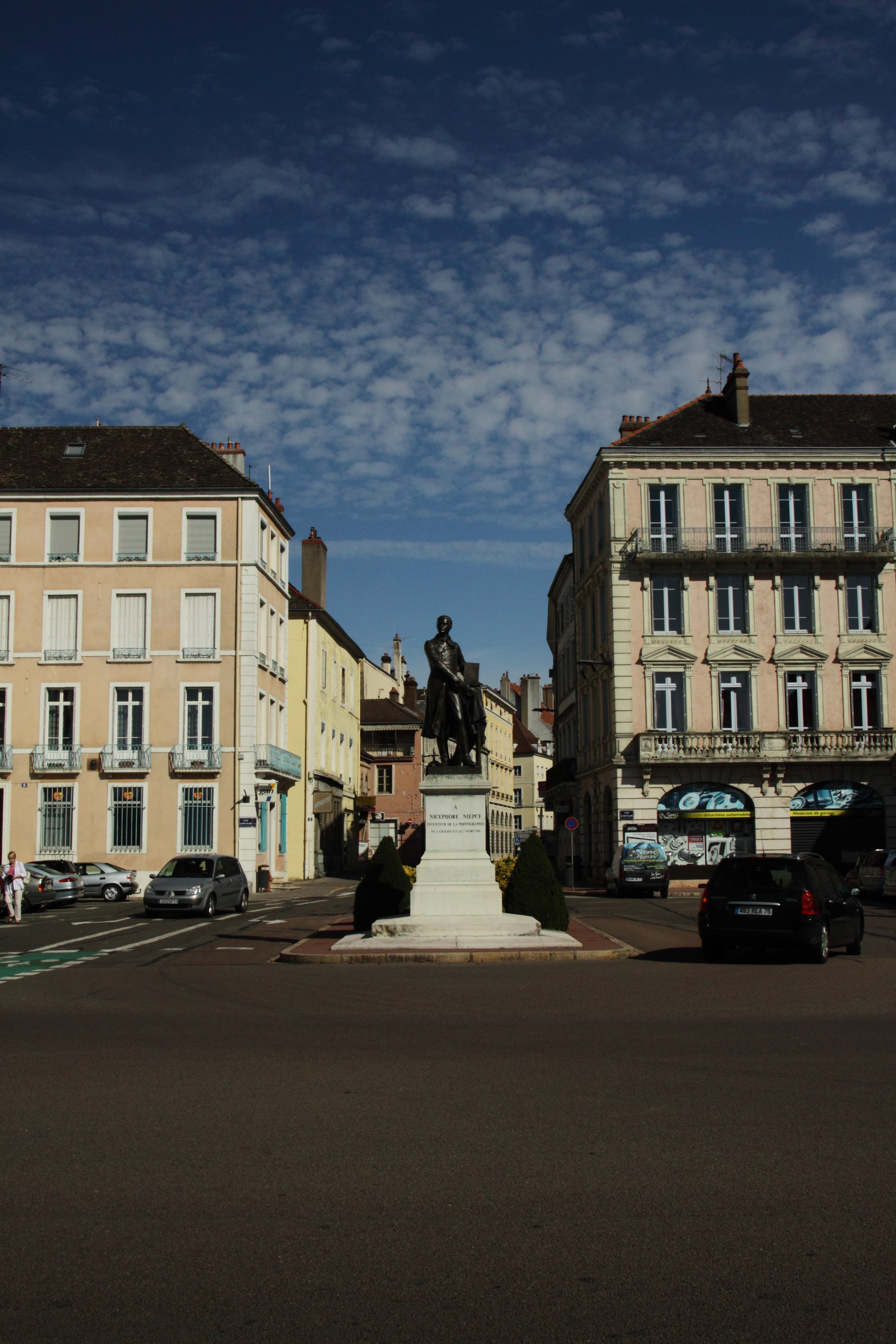
تحية تقدير إلى Nicéphore Niépce

## التاريخ
على الرغم من أن الموقع (كابليونوم القديمة) كان عاصمة اديو وأشياء من ثقافة لا تيان تم استردادها من سرير النهر هنا، أول ذكر لكافيلونوم موجود في كومونتاري دي بيلو غالكيو (فال. مجلس رؤوس الوزراء. 42 و90). كانت المدينة الرومانية بالفعل بمثابة ميناء نهرى ومحور للاتصالات على الطرق، من فيا أجريبا والطرق الجانبية. في 354 ميلادية الإمبراطور الروماني، تمركز كونستانتيوس الثاني الجيش الروماني السابع في تشالون (ثم تسمى كابلونا) لغزو الملوك الأخو غوندومادوس وفادوماريوس في ألاماني. ولكن بعد أن لم تتلق القوات الرومانية الإمدادات، تمردت وتحركت في هاتيتها القوات الضخمة تشامبرلين إيوسيبيوس بالمال. وفي أواخر العصور القديمة تضاءلت المدينة إلى حد أن جدارا يحيط بها خمسة عشر هكتارا.

### المركز المسيحي
(انظر أبرشية شالون سور سون القديمة )
يُقال إن القديس مارسيللو من تشالون ( سال مارسيل ) قد استشهد هنا عام 179 ميلادية. وقد أصبح تشالون من العواصم الفعلية لمملكة بورغوندي تحت حكم جونترام ،الملك من 561 إلى 592 ، الذي توفي هنا. كما روج غونترام لطائفة القديس مارسيليوس. و أسقفية شالون-سور-سون، وهو مساعد الاسقف من أبرشية ليون تأسست أسقيفة تشالون سور سون، هنا في نفس القرن، وعقد مجلس الكنيسة هنا 644-655. بعد الثورة الفرنسية ، وفقًا لاتفاقية عام 1801 ، تم دمج أبرشية تشالون مع أبرشية أوتون، التي أعطت الاسم للكيان الجديد.

### التطورات الحديثة
تشتهر مدينة تشالون في القرن التاسع عشر بأنها مسقط رأس التصوير الفوتوغرافي . كما يحمل أشهر المقيمين في هذه المدرسهة، نيكافوري نيبسي، أسم مدرسة ثانوية .يوجد متحف يحتوي على بعض آثار التصوير المبكر، ويقع على كواى ديه ميسياجرييه في المدينة، ويحتوي على أكثر من مليوني صورة والعديد من المصنوعات الأثرية القديمة مثل الكاميرات ومعدات أخرى للتصوير الفوتوغرافي . ومن المعروضات أيضًا سيارة 1807 نسيبي بيريولوفور والتي ربما تكون أول محرك احتراق داخلي في العالم، بالإضافة إلى تنفيذه عام 1818 لخيول مدهش ، حيث صاغ كلمة فيلوسيبيد .

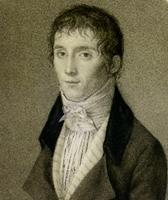
نيكيفور نيبس

## المعالم السياحية الرئيسية
- كاتدرائية القديس فنسنت في ساحة سانت فنسنت، والتي تحتوي على بعض العناصر التي يعود تاريخها إلى القرن الثامن وواجهة قوطية جديدة من القرن التاسع عشر.

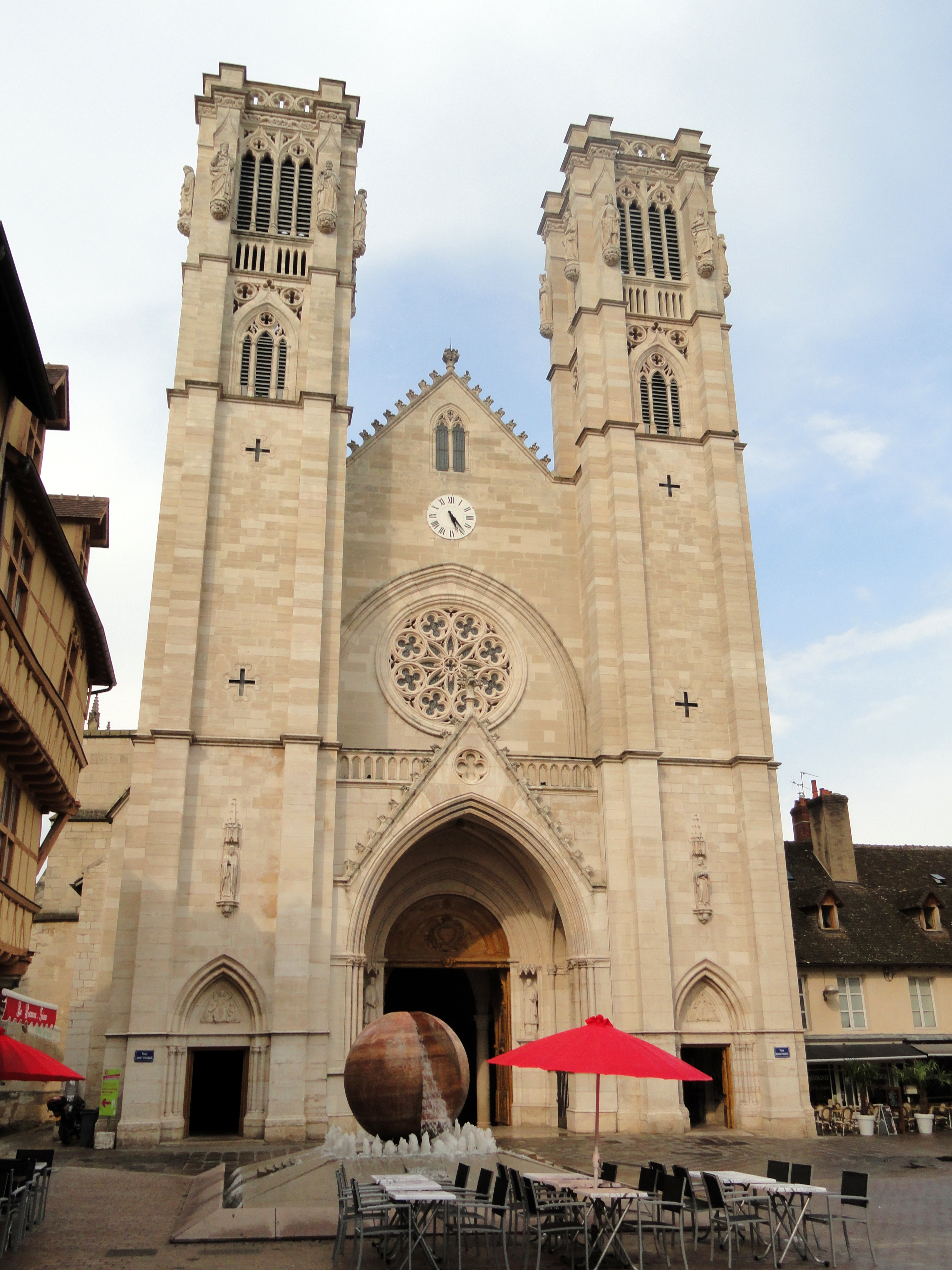
كاتدرائية شالون

## الاقتصاد
الصناعات الأولية هي الصناعات النووية والبلاستيكية والمعادن والميكانيكا.
تدير غرفة التجارة في السون ولوار مدرسة جست دو كوميرس دو تشالون سو السون ، بالإضافة إلى ميناء النهر على نهر السون .
هناك 2472 شركة : 764 متجراً، 454 خدمات تجزئة، 409 مدارس وخدمات صحية واجتماعية، 378 خدمة جملية، 122 شركة بناء، 69 شركة زراعية وغذائية، 64 شركة عقارية، 60 شركة نقل، 49 صناعة من المقاولات، 35 صناعة من التوكيد، 34 شركة شركات تجارية من شركات المقاولات، 33 صناعة ثنائية للمعدات وصناعات صناعة سيارات واحدة.
أهم الشركات في هذا القطاع شركة أريفا وسانت جوبين وونوردون وكارتونيري لوران وكالدوندس و كارفور 2000 و كازينو جيانت وكمبوتيريز دي فريز وكايون و أمازون و جريدة لو سون إي لوار . حتى أوائل عام 2000 ، كانت كوداك أكبر رب عمل في المدينة. أصبح موقع الإنتاج الخاص بهم حرم Le Grand Chalon en Bourgogne في عام 2005.

## المواصلات

### سكة حديدية
توفر محطة سكة حديد تشالون سور سون وصلات إلى باريس وديجون وليون والعديد من الوجهات الإقليمية.
تقع المحطة على طول الخط الرئيسي من محطة باريس غار دو ليون إلى مرسيليا سان شارل، على بعد كيلومترات من باريس 382.150 .

### طريق
الطرق الوطنية الرئيسية التي تخدم تشالون هي الطريق السريع أ6 من باريس إلى ليون، والطريق الوطني 73،من تشالون إلى بيزانسون والطريق الوطني 80 ، من شالون إلى مونتشانين .
تقع المدينة أيضًا على طريق الدراجات الأوروبية EuroVelo 6 ، الذي يمتد من Saint-Nazaire على المحيط الأطلسي بالقرب من Nantes إلى Constanta على البحر الأسود .

### النقل الجوي
أقرب مطار تجاري رئيسي هو Lyon-Saint-Exupéry ، ويقع على بعد حوالي 120 كيلومترًا.

### النقل العام
تقدم شركة النقل العام STAC شبكة حافلات ZOOM ، بما في ذلك حافلة مجانية في المركز وخطوط إلى المجتمعات المحيطة وخدمات للركاب المعاقين. يوجد أيضًا نظام Réflex لمشاركة الدراجات .

## التعليم
تم إنشاء معهد بحثي في مدرسة الهندسة Arts et Métiers ParisTech في شالون في عام 1997. يقدم هذا المعهد برامج الدراسات العليا والدكتوراه في مجال الواقع الافتراضي وهندسة الصور.

## الأحداث
في شهر يوليو من كل عام، تستضيف Chalon-sur-Saône مهرجانًا دوليًا لفناني الشوارع، يسمى Chalon dans la Rue ("Chalon in the street"). على مدار أربعة أيام، نزل فنانون من جميع أنحاء أوروبا وخارجها إلى شوارع شالون لتقديم عروضهم، في الغالب مجانًا، في الموسيقى والمسرح والألعاب البهلوانية والكوميديا، إلخ. يتم توفير برنامج من قبل المدينة، حتى يعرف الناس المجموعات الرئيسية التي تؤدي، وتذكر العديد من الصحف العروض التي يجب مشاهدتها وأين ومتى يتم العثور عليها.

## شخصيات
الأشخاص البارزون المرتبطون بالمدينة هم:
- جوزيف توشمولين (1727-1801) ، ملحن
- دومينيك فيفانت دينون ، شارك في إنشاء متحف اللوفر
- روجر جروجان، عميل مزدوج في الحرب العالمية الثانية ثم عالم آثار مشهور في كورسيكا
- التقط نيكيفور نيبس ، (1765-1833) ، رائد التصوير الفوتوغرافي، أقدم صورة فوتوغرافية باقية
- جان بابتيست فيليكس ديسكوريه، طبيب وكاتب
- عمر لوتوري (1873-1938) ، ملحن

## السياحة
- Arboretum de Pézanin ، واحدة من أغنى مجموعات الأشجار في فرنسا،
- صخرة سولوتريه
- دير كلوني ومدينته من القرون الوسطى
- شارول و "بوف شارولي"
- ماكون ، باراي لو مونيال

### المدن التوأم - المدن الشقيقة
- Saint Helens, United Kingdom
- Solingen, Germany
- Novara, Italy

## روابط خارجية
- الموقع الرسمي
 باللغة الفرنسية
- بوابة الويب المحلية www.vivre-a-chalon.com باللغة الفرنسية